# ドゥランの聖母
『ドゥランの聖母』（ドゥランのせいぼ、蘭: Durán-Madonna、西: Madonna Durán、英: Durán Madonna）あるいは『壁龕の聖母』（へきがんのせいぼ、蘭: Maria met kind in een nis、英: Madonna in a Niche）は、初期フランドル派の画家ロヒール・ファン・デル・ウェイデンが1435年から1438年に制作した絵画である。油彩。現在はマドリードのプラド美術館に所蔵されている。
本作品の聖母像はヤン・ファン・エイクの『インス・ホールの聖母子』（Ince Hall Madonna）に由来しており、その後も多くの模倣を生んでいる。ファン・デル・ウェイデンは金糸の刺繡で縁取られた長く流れる赤いローブを着た、穏やかな様子で座った聖母マリアを描いている。聖母は自分の膝の上に座って、2人が視線を向けている聖書あるいは写本のページをふざけて後ろにめくっていく幼児イエス・キリストを抱きかかえている。しかし、ヤン・ファン・エイクの以前の主題の扱い方とは異なり、ファン・デル・ウェイデンは以前の2作品『立位の聖母』（Madonna Standing）と『即位した聖母子』（Virgin and Child Enthroned）の聖母像と同じように、聖母子をゴシック様式の後陣または壁龕に配置するだけでなく、また出っ張った台座の上に配置することにより、その彫刻的な印象をさらに強調している。
キリストはこの種の同時代の絵画の多くよりもはるかに古く見える。キリストは幼児からかけ離れ、非常に現実的かつ物理的に表現されており、通常の15世紀の聖母子の描写に見られる柔らかさは皆無である。この作品はファン・デル・ウェイデンが好んだ彫刻的な外観と、プラド美術館所蔵の1435年頃の『十字架降架』（Kruisafneming）および絵画館所蔵の1442年から1445年頃の『ミラフロレスの祭壇画』（Miraflorestriptiek）との色彩の類似性を特徴としている。

## 作品
聖母マリアはフードが付いた長い赤のローブと白い頭飾りを身に着けており、幼児イエス・キリストは白いシャツを着て彼女の膝の上に座っている。母親の膝の上に置かれた書物のページを物珍し気にめくって、しわくちゃにしている。板絵の中央に置かれた書物は、キリスト教の信仰における神の言葉の中心性を象徴している。プラド美術館によると、この書物は「キリストの贖罪の使命を予告する聖書」の言及を表している。聖母の頭上では暗灰色のドレスを着た天使が飛翔しており、聖母が天の女王として被昇天した際に彼女に与えられることが運命づけられていた、真珠が散りばめられた王冠を手に持っている。聖母の長いローブは絵画空間に渦を巻いて、玉座を覆い隠し、最終的に彼女の足元のそばの土台に落ちている。それらはファン・デル・ウェイデンの『十字架降架』に見られるものとよく似たゴシック様式の網目模様の飾り格子が施された後陣あるいは壁龕で囲まれている。壁龕の湾曲したアーチは、子供を守るように屈んだ聖母の輪郭を反映している。これらの曲線と暖色が作品に内なる調和の感覚を与えている。

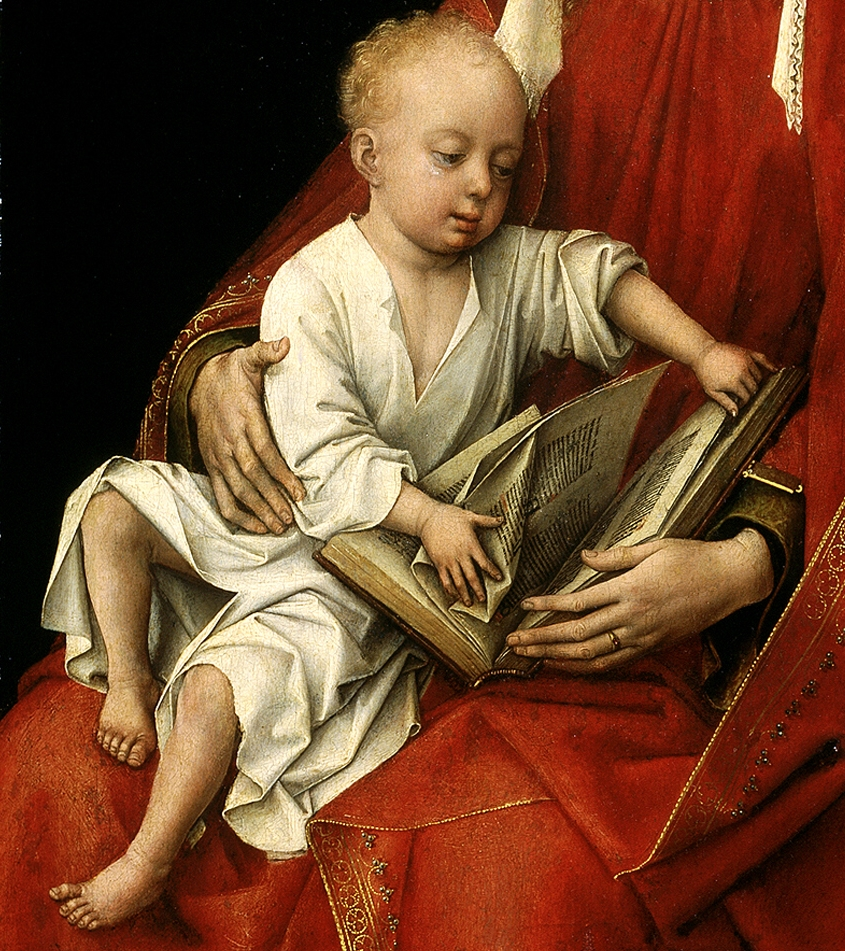
聖書の羊皮紙をめくっている落ち着きのない幼児キリスト（ディテール）。

20世紀初頭から半ばにかけての美術史的分析は、この時期の「聖母子」作品に描かれたより成長した姿の幼児キリストにほとんど重点を置いていなかった。書物の重要性や、あるいは幼児キリストがそれを精力的に目を通しているように見える無作法な仕草も強調していなかった。最近になって、アルフレッド・エイカーズ（Alfred Acres）などの美術史家は、このような意図的に優雅で落ち着いた作品の中で、自由に振舞う幼児キリストと、自然主義的描写の重要性を問題として取り上げた。エイカーズはこの書物が本作品を理解する上で重要であると信じており、板絵の中で完璧な中心性をなしていると指摘している。書物は聖母子の双方の視線と手の焦点であり、キリストは明らかに聖母が読み進めているのとは逆の方向に、つまり最初のほうへとページをめくっている。キリストは右手にくしゃくしゃになった何枚もの羊皮紙を握っており、それらにまったく注意を払ってない一方、左手でページの左下隅を慎重に開こうとしている。仮に聖母の膝の上に開かれている書物が彼女の方を向いていると合理的に考えたなら、キリストは聖母がすでに読み終わったページをめくっているように見える。15世紀の北方の聖母の描写にはしばしば聖書が含まれていたが、通常、それらは学問や叡智の象徴としての聖母の予感と関連づけられており、他の同時代の絵画の中に、このようにせわしなくページをめくっている作品は見られない。エイカーズは、聖母の両側にアダムとイブの像を配置した美術史美術館の板絵『立位の聖母』を含む、ファン・デル・ウェイデンが贖罪のテーマをはっきり表現している他の3つの作品を引用し、幼児キリストが人間の堕落について語られた『旧約聖書』の「創世記」第3章に向かってページをめくっていると示唆している。

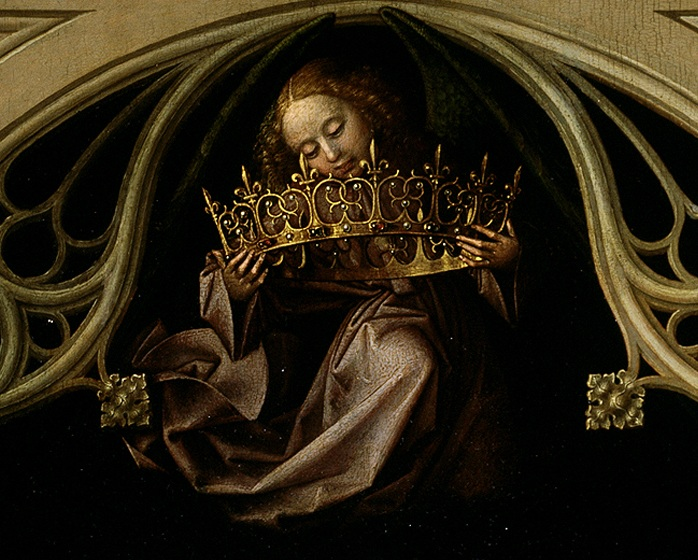
聖母の頭上で王冠を持っている壁龕の下を飛翔している黒い翼のある天使（ディテール）。

美術史家ローン・キャンベルは、提示された女性の理想美と折り重なった長い衣服の優雅な使用において、本作品がシュテーデル美術館に所蔵されているロベルト・カンピンの『聖母子』（Virgin and Child）の影響を受けていると信じている。キャンベルは、両作品がほとんどトロンプ・ルイユと同じやり方で画面中央の前景に押し出された主要人物をともなう、強い対角線で構成されていると述べている。『ドゥランの聖母』は聖母のドレスの色づけとレリーフに似た彫刻的外観の双方でファン・デル・ウェイデンの以前の三連祭壇画『ミラフロレスの祭壇画』とよく比較される。加えて、聖母の頭部の下絵は現在カン美術館に所蔵されている『フロモントの二連祭壇画』（Froimont Diptych, 1460年以降）の優しく理想化された聖母像に酷似している。これらの強固な類似性ゆえにファン・デル・ウェイデンへの帰属に疑わしい点はないが、とはいえ絵画が16世紀のある時点でスペインに移された後、頻繁に複製されたことが知られている。
背景の黒い上塗りはおそらく18世紀後半の売り手の要望で追加されたものと思われ、この作品の宗教的なテーマを軽視し、風俗画であるかのように作り上げようとした可能性が最も高い。X線撮影による研究は決定的なものではなく、厚い絵具層の下に失われた細部や下絵は発見されなかった。
ファン・デル・ウェイデンはしばしば、窮屈で縮尺より大きく見える、浅い彫刻的空間に配置された実物そっくりのゆったりした人物像を描いた。人物で満たされた空間は定義されておらず、曖昧な位置にある。聖母子は突き出たコーベルで支えられており、その立体感は人物がより大きな芸術作品のレリーフの一部であるという、混乱を生じさせる印象を与える。これは鑑賞者を眩惑させ混乱させる遠近法、独自の空間と配置の感覚を与えている。
この絵画は人物像を多色の彫刻のように表現するファン・デル・ウェイデンの習慣の初期の一例であり、ここではニュートラルな背景によって効果が強調されている。錯覚を起こさせる方法で彫刻と絵画の間の境界線を曖昧にするファン・デル・ウェイデンの傾向は『十字架降架』で最も効果的に見ることができる。美術史家ロバート・ノーソウ（Robert Nosow）はゴシック様式の壁龕の建築学的側面と、聖母子の線がまるで彫像に生命が宿ったかのように描いた方法に注目している。美術史家シャーリー・ニールセン・ブルームは、偽りの彫刻要素が「鑑賞者に彫刻と絵画という2つの媒体の一見現実的な存在と継続的に相対することを強います･･･ローヒルは論理をものともせず、それゆえに図像の魔法のような品質を高めます。媒体の定義を超越しているため神性が強調されるのです」と書いている。

## 来歴
絵画は2016年にボアディージャ・デル・モンテのインファンテ・ドン・ルイス宮殿でペドロ・フェルナンデス＝ドゥラン（Pedro Fernández-Durán）によって入手された。その後、彼は絵画をプラド美術館に寄贈した。

## ギャラリー

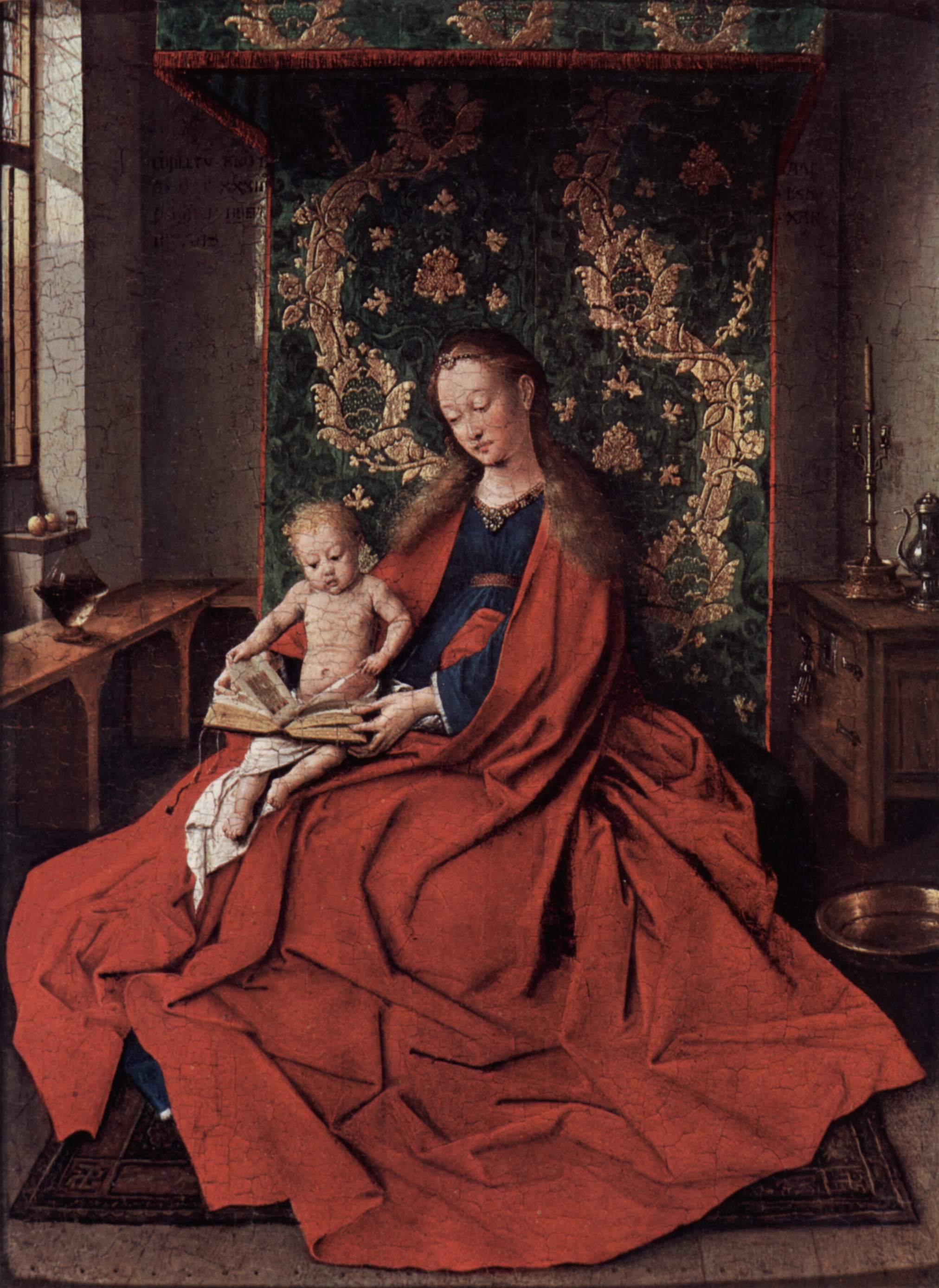
ヤン・ファン・エイク『インス・ホールの聖母子』1433年 ヴィクトリア国立美術館所蔵
『十字架降架』1435年頃 プラド美術館所蔵
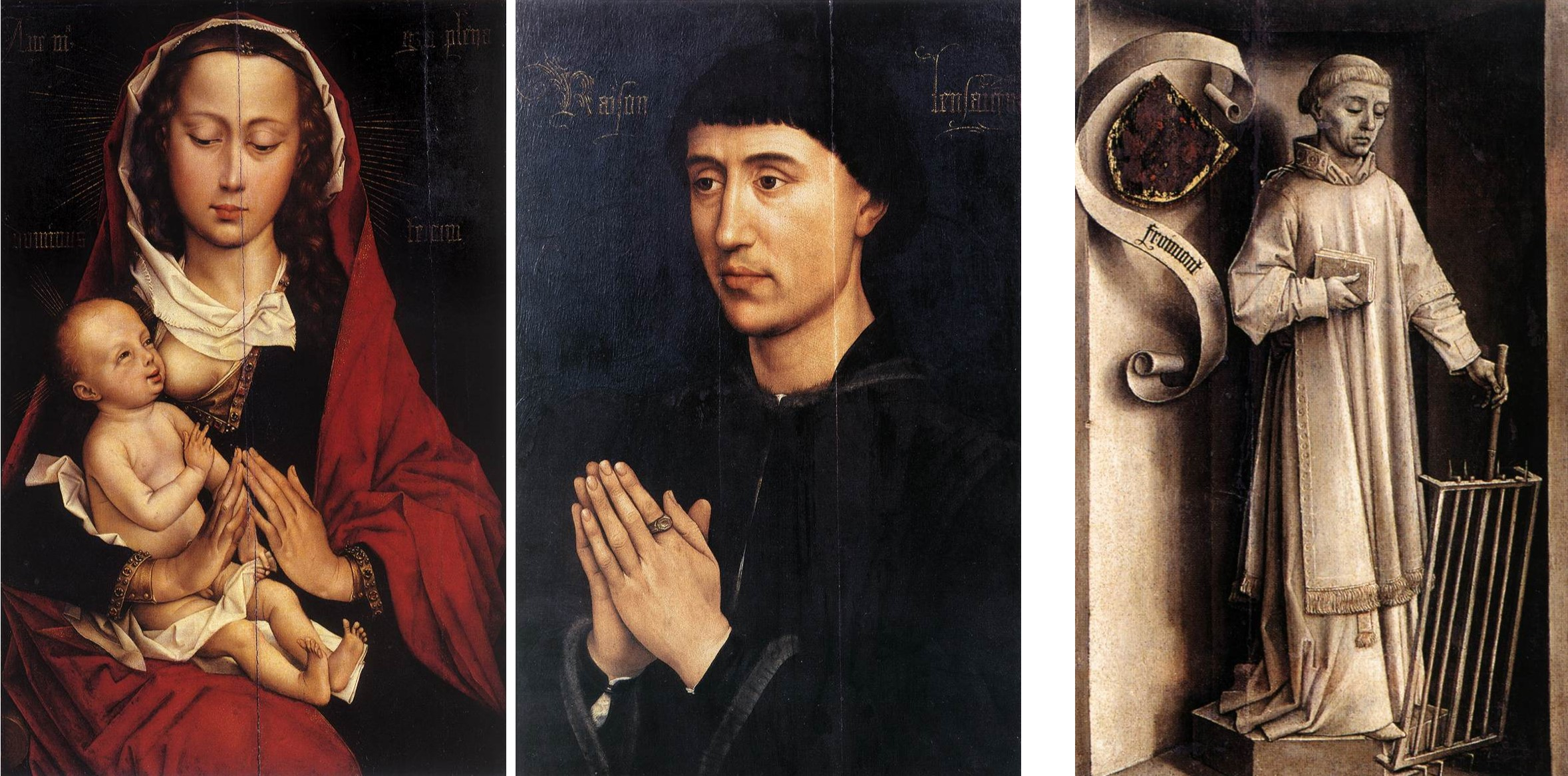
『フロモントの二連祭壇画』1460年代 カン美術館（英語版）所蔵